# José Lazcarro Toquero
José Lazcarro Toquero (Ciudad de Puebla, 27 de febrero de 1941) es un artista plástico, académico e investigador que ha desarrollado su oficio artístico en distintos ámbitos como el grabado, la pintura, la escultura, el arte-objeto, el ready-made, la arquitectura, el diseño de mobiliario y fuentes, así como en la construcción y experimentación con materiales diversos
. Desde la década de 1970 ha participado activamente en el proceso de formación de grupos de creación artística en México, además de ser fundador de la licenciatura de Artes plásticas de la Universidad de Arte (UNARTE), haber sido fundador y coordinador de la carrera de Artes plásticas de la UDLAP (Universidad de las Américas Puebla), ambas en el estado de Puebla, en México.
Su obra se ha expuesto en países como Guatemala, Colombia, Chile, Argentina, Estados Unidos, España, Canadá y Rumania, destacando su participación en diversas bienales de litografía y grabado.
Su obra se caracteriza por el diálogo entre la geometría, la textura y el color; y, según, el crítico de arte Ramón Almela, en su lenguaje abstracto se encuentra "la expresión de una existencia humana única, que es la impronta de su estilo apareciendo en el transcurso de los años. Su pintura se convierte en la mediación de una experiencia pura en sentido espiritual".

## Formación
Inició su formación en la Escuela Nacional de Artes Plásticas de la Academia de San Carlos de México en 1958. En 1964 se integra al Organismo de Promoción Internacional de Cultura y es cofundador en 1965 del Grupo de Experimentación Plástica Fray Servando.
En 1995 inició sus estudios de la técnica de papel Washi Zokei en Nagano y Kabuaba, Japón.

## Trayectoria
José Lazcarro ha realizado numerosos murales desde 1961 en distintas instituciones y edificios, como la Sala de Lectura de la Biblioteca Central de la Universidad Nacional Autónoma de México (UNAM), el Departamento de Artes de la Universidad de Nuevo México en Alburquerque, el edificio de Humanidades de la Universidad de las Américas Puebla, el William O. Jenkins de la ciudad de Puebla, la Biblioteca Central de la Universidad Popular Autónoma de Puebla (UPAEP), entre otros. Su más reciente mural está ubicado en el Mercado de Sabores de la ciudad de Puebla.
Es director del proyecto escultórico del Parque metropolitano del estado de Puebla, además de ser miembro del Consejo ciudadano de cultura de la ciudad de Puebla y fundador del taller de arte Washi-Zokei de la Universidad de las Américas Puebla.
En 1991 estuvo en el Museo de Arte en Querétaro, Querétaro, en México. Para 1992 fue Maestro de la Universidad de México así como también en el Museo de Arte Moderno en Setagaya, Tokio, Japón. En el verano de 2010, como parte del reconocimiento por su pieza ganadora en la IX Bienal Monterrey FEMSA, realizó una residencia artística en Saint-Etienne, Francia. En diciembre del mismo año coordinó la realización de las esculturas conocidas como “corazones en el vaticano”.
Actualmente es catedrático honorario y fundador del taller de grabado en la Benemérita Universidad Autónoma de Puebla, fue fundador y catedrático del departamento de Artes Plásticas en la Universidad de las Américas Puebla, maestro de grabado en el Molino de Santo Domingo, en la Ciudad de México y profesor del Taller de Pintura en esmalte a fuego en la Escuela Nacional de Pintura y Escultura La Esmeralda, del Instituto Nacional de Bellas Artes (INBA), también en la Ciudad de México.
Algunas de sus piezas están incluidas en la Colección de Arte UDLAP, incorporada en 2014 al Google Art Proyect.

## Principales Exposiciones Individuales
2014 - Punto de partida. Galerías del Complejo Cultural Universitario de la BUAP, Puebla, México.
2011 - Escultura monumental para la presentación del gobernador del estado de Puebla en el Vaticano. Cd. del Vaticano, Italia.
2011 - Muestra José Lazcarro. Castillo de Soncchino, Italia.
2010 - Muestra de gráfica. Brunitorio Di Ghiffa, Italia.
2010 - Cena del Hambre. Subasta para beneficio de la Fundación Michu-Mau. Realización de obra In-situ.
2009 - Lazcarro, Apuntes de viaje. Alianza Francesa, Puebla, México.
2008 - Lazcarro, obra reciente, gráfica y escultura. La Galería Lazcarro. Puebla, México.
2007 - Lazcarro. Galería de Arte Contemporáneo y Diseño Ángeles Espinosa Iglesias. Puebla, México.
2006 - Nueva pintura. Galería Múltiple Arte Contemporáneo. Ciudad de México, México.
2005 - Ventanas. Troje de San Mateo. Atlixco, Puebla, México.
2003 - Visión Cardinal. Galería Blue. Puebla, México.
2000 - 30 Años de Creación (Homenaje). San Pedro Museo de Arte. Puebla, México.
1999 - Alquimia. Entre Estudio y Galería. Puebla, México.

## Exposiciones colectivas
- Alarca. Arte Mexicano, Museo Nacional de China. Beijing, China.

- 15 Años del Taller de Talavera de la Reyna. Galería de Arte Contemporáneo y Diseño de Puebla.

- Dos Momentos: Plástica de la Zona Centro, Exposición Itinerante. México D.F., Estado de México, Hidalgo, Morelos, Oaxaca, Puebla y Tlaxcala. México.

- Talavera Poblana: Tour Centurias of a Mexican Ceramic Tradition. Americas Society Art Gallery. Nueva York, Estados Unidos.

- Talavera: Tradición de Vanguardia. Maison Hamel-Bruneau. Québec, Canadá.

- Talavera: Tradición de Vanguardia. Museo Amparo, Puebla, México.

- Artistas Plásticos de Universidad de las Américas Puebla. Presentada en Museos, Universidades de Fresno, Alburquerque, Dallas, N.Y, Atlanta y Washington D. C., Estados Unidos.

- Sexta Muestra México-Japón de arte Washi-Zoquei. Museo de Setagaya. Tokio, Japón.

- 50 Años de la Esmeralda. Museo Nacional de la Estampa, Ciudad de México. México.

- México, Esplendor de 30 Siglos. Exposición Paralela “Es Tierra”. Lankershim Art Center y Art in the Park. L.A. California. Estados Unidos.

- Muestra México – Japón de Arte Washi Zokei, Museo de Arte Moderno. Setagaya- Tokio, Japón.

- Bienal Ítalo-Latinoamericana de Técnicas Gráficas. Roma, Italia.

- Bienal de Grabado y Fotografía. Palacio de Bellas Artes. Ciudad de México. México.

- Bienal de Grabado. Santiago de Chile. Chile.

- Exposición de la IX Bienal Monterrey FEMSA. Centro de las Artes Monterrey. Monterrey, México.

- Exposición de la IX Bienal Monterrey FEMSA. Galería de Arte JOSÉ LAZCARRO TOQUERO, Galería de Arte Moderno y Diseño- Ángeles Espinosa Iglesias. Puebla, México.

- Exposición del Bicentenario de la Independencia. Museo Nacional de la Estampa, México D.F. México (2010).

- Muestra “Volcanes”. Galería de arte del Palacio Municipal del Estado de Puebla (2010).

- Corazoles en Puebla. Exhibición de arte y responsabilidad social.

- 100 miradas a la muerte. Museo de San Pedro, Puebla. México.[1]

## Distinciones
En 2010 recibió el premio ALUX a la excelencia por parte del grupo editorial poblano Síntesis. El mismo año, su pieza El último de los justos fue denominada pieza icónica del Bicentenario Mexicano en el Museo Nacional de la Estampa de la Ciudad de México. En 2009 fue ganador de la IX Bienal Monterrey FEMSA, en México, en la categoría tridimensional, con la pieza Naturaleza muerta #4, la cual fue esculpida a partir de los troncos talados para construir la ampliación de la carretera al aeropuerto de Huejotzingo, en el estado de Puebla.
También en 2009 recibió el título de Maestro Emérito por parte de la Universidad de las Américas Puebla (UDLAP), además del Premio Quetzal por su trayectoria artística. Recientemente fue nombrado “Promotor Distinguido de la Ciudad de Puebla”, del estado mexicano de Puebla.